# Doug Mitchell
Doug Mitchell (1952) è un produttore cinematografico britannico.

## Biografia
La carriera di Mitchell come produttore inizio negli anni 80 come membro della Kennedy Miller Production situata in Australia, più precisamente a Sydney. Alla fine degli anni 80 venne nominato insieme a George Miller e a Terry Hayes al premio AACTA Award for Best Film categoria dell'Australian Film Institute Awards. Nel 1987 figura come produttore del film indipendente The Year My Voice Broke e dei successivi Ore 10: calma piatta nel 1989 e Flirting nel 1990.
Nel 1995 Mitchell venne candidato all'Oscar nella categoria come miglior film insieme a George Miller e suo fratello Bill Miller per Babe - Maialino coraggioso. Il film vinse l'Oscar per gli Effetti Speciali. Il trio grazie a questo film vinse anche il Golden Globe come migliorfilm commedia o musical e ricevette una nomination al Bafta come miglior film e un'altra nomination ai Producers Guild of America Award.
Nel 2006 venne nominato all'Oscar come miglior film d'animazione per Happy Feet e grazie a questo cartoon riuscì finalmente a vincere l'Oscar, il Bafta e il Golden Globe come miglior film d'animazione, insieme all'amico George Miller. Grazie all'enorme successo avuto dal film, il cartoon ebbe un sequel di minor successo Happy Feet 2 uscito nel 2011.
Nel 2015 con l'uscita di Mad Max: Fury Road il film riuscì ad incassare circa 400 milioni di dollari di fronte a un budget di soli 150 milioni, e grazie a questo film riuscì a farsi ricandidare nuovamente all'Oscar come miglior film, al Golden Globe come miglior film drammatico e al Bafta. Il film vinse in totale 6 premi Oscar: Migliori Costumi, Migliori Scenografie, Miglior Montaggio, Miglior Sonoro,  Miglior Montaggio Sonoro e Miglior Trucco e Patrucco diventando il film australiano più premiato agli Oscar.

## Filmografia
- Bodyline (1984) produttore esecutivo
- The Cowra Breakout (1984) produttore
- Mad Max - Oltre la sfera del tuono (1985)
- Vietnam miniserie TV (1987) produttore
- The Year My Voice Broke (1987) produttore
- The Riddle of the Stinson (1987)
- The Dirtwater Dinasty (1988)
- The Clean Machine (1988)
- Fragements of War: The Story of Damien Parer (1988)
- Ore 10: calma piatta (1989)
- Bankok Hilton (1989)
- Flirting (198)
- L'olio di Lorenzo (1992)
- Babe - Maialino coraggioso (1995)
- 40,000 Years of Dreaming (1997)
- Babe va in città (1998)
- Happy Feet (2006)
- Happy Feet 2 (2011)
- Mad Max: Fury Road (2015)
- Tremila anni di attesa (Three Thousand Years of Longing) (2022)
- Furiosa: A Mad Max Saga, regia di George Miller (2024)